# The Manitou
The Manitou (en España, Retorno desde la quinta dimensión) es una película estadounidense de 1978 producida y dirigida por William Girdler.
Está protagonizada por Tony Curtis, Michael Ansara y Susan Strasberg.

## Sinopsis
Karen Tandy (Susan Strasberg) es una joven que padece un tumor en el cuello. Es atendida en un hospital de San Francisco y después de una serie de pruebas, los médicos descubren que el extraño bulto parece un feto humano. Karen pronto sabrá que el tumor, no solo tiene vida, sino que también contiene el diabólico espíritu de un antiguo hechicero indio llamado «Misquamacus». El Manitú está a punto de aparecer.

## Reparto
- Tony Curtis como Harry Erskine
- Michael Ansara como John Singing Rock
- Susan Strasberg como Karen Tandy
- Stella Stevens como Amelia Crusoe
- Jon Cedar como Dr. Jack Hughes
- Ann Sothern como Sra. Karmann
- Burgess Meredith como Dr. Snow
- Paul Mantee como Dr. McEvoy
- Jeanette Nolan como Sra. Winconis
- Lurene Tuttle como Sra. Herz
- Hugh Corcoran como MacArthur

## Producción
La película se basa en la novela The Manitou de 1976 de Graham Masterton, que se inspiró en una vieja leyenda sobre el concepto espiritual de los nativos americanos Manitu. 
En Estados Unidos se estrenó el 28 de abril de 1978 y en España el 23 de marzo de 1979. 
La película fue distribuida por Avco Embassy, empresa que distribuyó películas como El graduado (1967) de Mike Nichols, Aullidos (1980) de Joe Dante  y La niebla (1980) de John Carpenter.
Su director, William Girdler, murió en un accidente de helicóptero en Manila, Filipinas, el 21 de enero de 1978, antes del estreno de la película, mientras buscaba locaciones para su siguiente proyecto.